# Thomas Middleditch
Thomas Steven Middleditch (Nelson, 1982. március 10. –) kanadai–amerikai színész, forgatókönyvíró. 
Legismertebb szerepe Richard Hendricks a Szilícium-völgy című vígjátéksorozatból. Szinkronszínészként is tevékenykedik, többek között a Penn Zero, a félállású hős és a Vigyázz, ufók! című sorozatokban szolgáltatta a szereplők eredeti hangjait. Szerepelt a Verizon Wireless reklámjaiban is.

## Fiatalkora és tanulmányai
1982. március 10-én született a Brit Columbia állambeli Nelsonban. Szülei brit származásúak. Nyolcadik osztályos korában szerepelt egy színdarabban; elmondása szerint ez "mindent megváltoztatott" nála.
Egy ideig a Victoria Egyetemen tanult, majd Torontóba költözött. Jelentkezett a George Brown Theatre Schoolba, de végül nem tanult itt. Hogy pénzt keressen, a New Balance egyik márkaboltjában dolgozott. Ezután Chicagóba költözött, és a The Second City és iO Theater színházakban lépett fel. A "The Improvised Shakespeare Company" egyik alapítója. Jelentkezett a Saturday Night Live-ba is, de nem vették fel. Ezután New Yorkba költözött.

## Magánélete
2015 júniusában jegyezte el Mollie Gates jelmeztervezőt. 2015. augusztus 22-én házasodtak össze. 2020. május 29-én elváltak.
A  Los Angeles Times 2021 márciusban leközölte, hogy Middleditch nőket zaklatott, többek között úgy, hogy megragadta egy nő mellét. A nő több bocsánatkérést is kapott Middleditch-től.
2022 januárjában jelentette be a The Late Show with Stephen Colbert című műsorban, hogy megkapta az amerikai állampolgárságot.

## Filmográfia
| Év   | Magyar cím                                          | Eredeti cím                                              | Szerep                       | Magyar hang        |
| ---- | --------------------------------------------------- | -------------------------------------------------------- | ---------------------------- | ------------------ |
| 2009 | Újrakezdők – Szerelmes szingli szittert keres       | The Rebound                                              | Maverick                     |                    |
| 2010 |                                                     | Splinterheads                                            | Justin Frost                 |                    |
| 2010 | Pancser Police                                      | The Other Guys                                           | művészeti kiállítás kurátora |                    |
| 2010 |                                                     | Night Home (rövidfilm)                                   | James                        |                    |
| 2011 |                                                     | Certainty                                                | Játékos srác                 |                    |
| 2011 |                                                     | Michel Jean-Michel: Overexposed (rövidfilm)              | Michel Jean-Michel           |                    |
| 2012 | Mocsokváros utcáin                                  | Being Flynn                                              | Richard                      |                    |
| 2012 | Képtelen kampány                                    | The Campaign                                             | Travis                       |                    |
| 2012 | Dollár, kanna, szerelem                             | The Brass Teapot                                         | Gilad                        | Nagy Dániel Viktor |
| 2012 | Zakkant Halloween                                   | Fun Size                                                 | Manuel Fuzzy                 | Karácsonyi Zoltán  |
| 2013 | A nyár királyai                                     | The Kings of Summer                                      | Rookie Cop                   |                    |
| 2013 | A Wall Street farkasa                               | The Wolf of Wall Street                                  | csokornyakkendős bróker      | Szabó Máté         |
| 2014 | Vállalhatatlan zsák foltot keres                    | Someone Marry Barry                                      | Kurt                         | Hamvas Dániel      |
| 2014 | Menyasszony kerestetik                              | Search Party                                             | Daniel Narducci              | Molnár Levente     |
| 2015 |                                                     | SMILF (rövidfilm)                                        | Dan                          |                    |
| 2015 | Tökéletlen talajfogás                               | The Bronze                                               | Ben Lawfort                  | Magyar Bálint      |
| 2015 | Szöktetés a pokolból                                | The Final Girls                                          | Duncan                       | Hamvas Dániel      |
| 2016 | Zűrös hétvége                                       | Joshy                                                    | Josh                         | Magyar Bálint      |
| 2016 |                                                     | Sunspring (rövidfilm)                                    | H                            |                    |
| 2017 | Kong: Koponya-sziget                                | Kong: Skull Island                                       | Jerry (hangja)               |                    |
| 2017 | Gubancos élet                                       | Entanglement                                             | Ben Layten                   |                    |
| 2017 | Alsógatyás kapitány: Az első nagyon nagy film       | Captain Underpants: The First Epic Movie                 | Harold Hutchins (hangja)     | Fehér Tibor        |
| 2017 | Volt egyszer egy Venice                             | Once Upon a Time in Venice                               | John                         | Szabó Máté         |
| 2018 | Haverok harca                                       | Tag                                                      | Dave                         | Kovács Lehel       |
| 2018 | Klónok                                              | Replicas                                                 | Ed Whittle                   | Szatory Dávid      |
| 2018 |                                                     | Henchmen                                                 | Lester (hangja)              |                    |
| 2019 |                                                     | Jake and Kyle Get Wedding Dates                          | Kyle Westen (hangja)         |                    |
| 2019 | Godzilla II. – A szörnyek királya                   | Godzilla: King of the Monsters                           | Sam Coleman                  | Kovács Lehel       |
| 2019 | Zombieland 2. – A második lövés                     | Zombieland: Double Tap                                   | Flagstaff                    | Hamvas Dániel      |
| 2020 | Phineas és Ferb, a film: Candace az Univerzum ellen | Phineas and Ferb the Movie: Candace Against the Universe | Garnoz (hangja)              | Kassai Károly      |
| 2022 | DC Szuperállatok Ligája                             | DC League of Super-Pets                                  | Keith (hangja)               | Kovács Lehel       |